# Sailor et Lula (roman)
Sailor et Lula est un roman noir  de Barry Gifford publié en 1990 et adapté au cinéma par David Lynch dans son film Sailor et Lula en 1990. Le titre original anglais est Wild at Heart: The Story of Sailor and Lula.